# Nậm Lang
Nậm Lang là một dòng suối chảy ở huyên Yên Minh tỉnh Hà Giang, Việt Nam.
Nậm Lang là một suối đặc biệt với đoạn dòng chảy ngầm dài gần 2 km. Đoạn đầu còn gọi là suối Du Già, đoạn cuối là suối Bản An đổ ra sông Nhiệm. Suối chính dài 25 km, và suối Bản An dài 6 km. Tổng cộng độ dài suối kể cả đoạn ngầm là 33 km, diện tích lưu vực 236 km².
Suối ở cách thành phố Hà Giang cỡ 30 km hướng đông bắc theo đường thẳng.

## Dòng chảy
Nậm Lang chảy ở vùng núi đất lẫn núi đá vôi phát triển karst, nên có mặt cắt địa hình dọc sông phức tạp và có một phần chảy ngầm dưới lòng núi.
Suối khởi nguồn từ sườn đông dải núi Phu Tha Ca - Ba Tiên cao 2276 m 22°57′08″B 105°08′05″Đ / 22,952091°B 105,134598°Đ ở phần tây xã Du Già, chảy về hướng đông. Suối đổ về thung lũng Du Già, độ cao từ 1700 m xuống cỡ 400 m ở thung lũng. Đoạn này còn gọi là suối Du Già.
Suối chảy tiếp về hướng đông bắc theo thung lũng hẹp, qua vùng giáp ranh các xã Lũng Hồ, Du Tiến sang xã Ngọc Long. Tại bản Nậm Luông suối đổ xuống dòng ngầm. 23°00′04″B 105°17′35″Đ / 23,001201°B 105,292973°Đ
Sau đó dòng suối lộ ra ở bản An xã Ngọc Long, và có tên gọi suối Bản An. Suối Bản An chảy tới vùng giáp ranh với xã Mậu Long thì đổ vào sông Nhiệm trong mạng lưới sông Gâm. 23°02′52″B 105°19′45″Đ / 23,047764°B 105,329087°Đ

## Du lịch
Thung lũng sông Nậm Lang lọt giữa vùng núi hiểm trở, đang trở thành điểm du lịch mạo hiểm hấp dẫn. Ngoài các cảnh quan đỉnh núi Phu Tha Ca và núi Ba Tiên cao trên 2200 m, còn có Chợ tình Ba Tiên ở phần đông xã Thái An, và Chợ tình Phong Lưu ở xã Du Già, là nơi để trai gái gặp gỡ và hẹn hò.
Tiếp cận thung lũng từ phía huyện Quản Bạ là từ ngã ba cầu Cán Tỷ trên quốc lộ 4C đi theo đường tỉnh 181 về hướng đông nam, cỡ 20 km đến Chợ tình Ba Tiên. Ở phía bắc thì từ ngã ba Phố Chợ xã Mậu Duệ theo đường tỉnh 176 về hướng nam.

## Thủy điện
Thủy điện Nậm Lang xây dựng trên dòng Nậm Lang ở vùng đất xã Ngọc Long và Lũng Hồ, có công suất lắp máy 12 MW, sản lượng điện hàng năm 42 triệu KWh, khởi công năm 2017, dự kiến hoàn thành năm 2020. 22°57′43″B 105°15′55″Đ / 22,962039°B 105,265238°Đ